# Gerichtsbezirk Oberburg
Der Gerichtsbezirk Oberburg (slowenisch: sodni okraj Gornji Grad) war ein dem Bezirksgericht Oberburg unterstehender Gerichtsbezirk im Bundesland Steiermark. Er umfasste Teile des politischen Bezirks Cilli (Celje) und wurde 1919 dem Staat Jugoslawien zugeschlagen.

## Geschichte
Der Gerichtsbezirk Oberburg wurde durch eine 1849 beschlossene Kundmachung der Landes-Gerichts-Einführungs-Kommission geschaffen und umfasste ursprünglich die acht Gemeinden Kokarje (Altenburg), Laufen, Leutsch, Neustift, Oberburg, Praßberg, Rietz und Sulzbach. Der Gerichtsbezirk Oberburg bildete im Zuge der Trennung der politischen von der judikativen Verwaltung ab 1868 gemeinsam mit den Gerichtsbezirken Cilli, Gonobitz, Franz, Sankt Marein bei Erlachstein und Tüffer den Bezirk Cilli.
Der Gerichtsbezirk wies 1890 eine anwesende Bevölkerung von 15.394 Personen auf, wobei 15.371 Menschen Slowenisch und 18 Menschen Deutsch als Umgangssprache angaben. 1910 wurden für den Gerichtsbezirk 15.296 Personen ausgewiesen, von denen 15.217 Slowenisch (99,5 %) und 56 Deutsch (0,4 %) sprachen.
Durch die Grenzbestimmungen des am 10. September 1919 abgeschlossenen Vertrages von Saint-Germain wurde der Gerichtsbezirk Oberburg zur Gänze dem Königreich Jugoslawien zugeschlagen.

## Gerichtssprengel
Der Gerichtssprengel Oberburg umfasste im Jahr 1910 kurz vor seiner Auflösung die zehn Gemeinden Bočna (Wotschna), Gornji Grad (Oberburg), Kokarje (Altenburg), Ljubno (Laufen), Luče (Leutsch), Mozirje Trg (Praßberg), Nova Štifta (Neustift), Rečica (Rietz) und Solčava (Sulzbach).